# Noga Arbell
Noga Arbell (en hebreu נגה ארבל) és investigadora d'estratègia política i antiga avaluadora sènior del Centre d'Investigació Política del Ministeri d'Afers Exteriors d'Israel. És especialista també en anàlisi geoestratègica i polítiques públiques i política exterior, a més de defensar tendències liberals econòmiques. Ha servit també com a reservista militar al Centre d'Intel·ligència, Recerca i Informació a les Forces de Defensa d'Israel pel Ministeri de Salut d'Israel. Actualment, participa en el Parlament israelià Kenésset. El 6 de gener de 2024 durant la guerra a Gaza i representant el Fòrum de polítiques de Kohelet (en hebreu פורום קהלת), un think tank conservador, econòmic liberal de dreta sionista, va fer una crida a destruir l'agència de l'ONU que oferia ajuda als refugiats palestins argumentant que "No serà possible guanyar la guerra si no destruïm UNRWA. I aquesta destrucció ha de començar immediatament".